# Marquesado de Gauna
El marquesado de Gauna es un título nobiliario español creado el 23 de abril de 1701 por el rey Felipe V de España a favor de Juan Agustín Hurtado de Mendoza y Medina Rosales, gobernador de Damas en Flandes y caballero de la Orden de Alcántara.
Su denominación hace referencia al antiguo municipio de Gauna, integrado en 1967 con el municipio de Iruraiz para formar el actual municipio de Iruraiz-Gauna en la  Provincia de Álava. 

## Marqueses de Gauna
|                                 | Titular                                          | Periodo               |
| Creación por Felipe V           | Creación por Felipe V                            | Creación por Felipe V |
| ------------------------------- | ------------------------------------------------ | --------------------- |
| I                               | Juan Agustín Hurtado de Mendoza y Medina Rosales | 1701-1709             |
| II                              | Juan Carlos Hurtado de Mendoza y Broon           | 1709-1738             |
| III                             | Felipe Manuel Hurtado de Mendoza y Falcón        | 1738-1753             |
| IV                              | Josefa Hurtado de Mendoza y Falcón               | 1753-1785             |
| V                               | Antonio Manuel de Villena y Hurtado de Mendoza   | 1785-1815             |
| VI                              | Joaquín Manuel de Villena y Lacarra              | 1815-1820             |
| VII                             | Ulpiana Manuel de Villena y de la Hera           | 1859-1887             |
| Rehabilitación por Alfonso XIII |                                                  |                       |
| VIII                            | Rodrigo de Figueroa y Torres                     | 1909-1924             |
| IX                              | Alfonso de Figueroa y Bermejillo                 | 1924-1965             |
| X                               | Alfonso de Figueroa y Melgar                     | 1965-1970             |
| XI                              | Ignacio de Figueroa y Melgar                     | 1970-actual titular   |

## Historia de los marqueses de Gauna
- Juan Agustín Hurtado de Mendoza y Salvatierra Rosales y Puente (n. Vitoria, 8 de septiembre de 1645), I marqués de Gauna,[1] señor de Gauna y de Huetos, gobernador de Damas en Flandes, maestre de campo y caballero de la Orden de Alcántara. Era hijo de Lucas Hurtado de Mendoza Salvatierra, señor de Gauna, y de Magdalena Medina de Rosales.[2]

Le sucedió su hijo en 1709:
- Juan Carlos Hurtado de Mendoza y Broon (m. 1738), II marqués de Gauna,[3] mariscal de campo, corregidor y superintendente de la plaza de Zamora.

Le sucedió su hijo:
- Felipe Manuel Hurtado de Mendoza y Falcón (m. 1753), III marqués de Gauna.[3]

Le sucedió su hermana:
- Josefa Hurtado de Mendoza y Falcón (Portolongo, Flandes ¿?-1785), IV marquesa de Gauna.[3][4]

Casó, en Vitoria el 17 de agosto de 1744, con José Manuel de Villena y Guadalfajara (n. Zamora, 1712-Ávila, 12 de septiembre de 1770) oidor de la Real Chancillería de Valladolid y de la Granada, I marqués de Montenuevo (1762), hijo de Juan Manuel de Villena y Rodríguez del Manzano, regidor perpetuo de Salamanca, y de María Francisca Guadalfajara y Nieto y hermano de Joaquín Manuel de Villena y Guadalfajara, I marqués del Real Tesoro. Le sucedió su hijo:
- Antonio Manuel de Villena y Hurtado de Mendoza (Valladolid, 1751-1815), V marqués de Gauna, cadete del Regimiento de Guardias Españolas de Infantería y ministro de la Cámara de Comptos de Navarra.[4]

Casó en primeras nupcias, en 1779, con María Joaquina de Argáiz y Esquivel, padres de un niño que murió en la infancia. Contrajo un segundo matrimonio con Ramona Lacarra. Le sucedió su hijo:
- Joaquín Manuel de Villena y Hurtado de Mendoza (m. 15 de mayo de 1820), VI marqués de Gauna.

Casó con Venancia de la Hera y Oñez de Vergara. Le sucedió en 1859, su hija:
- Ulpiana Manuel de Villena y de la Hera (1819-1887), VII marquesa de Gauna.[7]

Contrajo matrimonio, el 29 de enero de 1840, con Lázaro María Puig y Salazar (m. Madrid, 29 de junio de 1892), divo de ópera y profesor de canto, hijo de Francisco Puig Samper, capitán general de Galicia y de Granada.
Rehabilitado en 1909 por:
- Rodrigo de Figueroa y Torres (24 de octubre de 1866-Madrid, 1 de junio de 1929), VIII marqués de Gauna,[9] I duque de Tovar (por elevación del marquesado de Tovar, título que heredó de su madre Ana de Torres y Romo, I marquesa de Tovar,[10] VI marquesa de Villamejor y VI vizcondesa de Irueste), y caballero de la Orden de Santiago en 1892.

Casó , el 19 de septiembre de 1929, con Emelia de Bermejillo y Martínez-Negrete, dama de la Reina Victoria Eugenia de España. Le sucedió su hijo:
- Ignacio de Figueroa y Bernejillo (m. 19 de marzo de 1953), IX marqués de Gauna[11][12] y II duque de Tovar.[10]

Sucedió, en 1957, su hermano:
- Alfonso de Figueroa y Bermejillo (Madrid, 29 de mayo de 1897-Madrid, 27 de junio de 1968), X marqués de Gauna,[13][11] III duque de Tovar, grande de España,[10][14] caballero de la Orden de Santiago, escritor, abogado y coronel de infantería.[11]

Casó, en Madrid e 14 de marzo de 1935, con María de Valvanera de Melgar y Rojas, hija de Mauricio de Melgar y Álvarez de Abreu, VI marqués de la Regalía, y de María del Dulce Nombre Rojas y de Vicente. Le sucedió en 1965, por cesión, su hijo:
- Alfonso de Figueroa y Melgar (n. Madrid, en 1936), XI marqués de Gauna[15] y IV duque de Tovar.[10]

Casó, el 22 de junio de 1965, con Olivia de Borbón y Rueda, IV marquesa de Villamantilla de Perales. Le sucedió su hermano en 1970:
- Ignacio de Figueroa y Melgar (1942-Madrid, 31 de enero de 2025[1]), XII marqués de Gauna.[16]

Casó, en 1967, con Pilar de Villota Gil-Escoin. Padres de siete hijos: Chiquinquirá, María de Valvanera, Jimena, Mencía, Ignacio, Alfonso y Marcela.